# Galien (Michigan)
Galien est un village du comté de Berrien, dans l'État du Michigan, aux États-Unis. En 2020, il comptait une population de 513 habitants.